# 코바야시 사나에
코바야시 사나에(일본어: 小林 沙苗, 1980년 1월 26일 ~ ) 또는 고바야시 사나에는 일본의 여자 성우다. 프로덕션 바오밥 소속으로, 애칭은 사나에땅(沙苗たん)이다. 시즈오카현 출신이다.

## 출연작
※굵은 글자로 표시된 배역은 주역과 메인캐릭터

### TV 애니메이션
2000년
- 사이보그 케로짱(쿄코)
- 더 파이팅 (마시바 쿠미, 여학생)
- 부기팝은 웃지 않는다(키사라키 마나카)

2001년
- 격투!크러시기어TURBO
- 바람의 요짐보 (타노쿠라 미유키, 라디오DJ)
- Cosmic Baton Girl 코멧토씨☆(유키 선생님, 미라, 타이이치)
- 정글은 언제나 하레와 구우
- 진 샤프트(후미, 카렌)
- 나지카 전격작전(우스키 레이나, 휴마리온ZK)
- 히카루의 바둑(토야 아키라)

2002년
- 아쿠에리안 에이지 Sign for Evolution(도카케마 크로아)
- 아소봇토 전기 고쿠(루루카)
- 기파이터 태랑(라미, 볼보이)
- 크레용 신짱(리사·아스피린)
- 진 여신전생 데빌칠드런 Light & Dark(세야)
- 도쿄 언더그라운드(알)
- 토쿄 뮤우뮤우(부원)
- 하나다 소년사 (카나)
- 파뇨파뇨 디지캐럿(인어의 아이, 쉐리, 새끼 고양이A)
- 히트 가이 제이 (안토니아 베르치)
- 마왕 단테 (우츠기 사오리)
- 하품요정 아쿠비 (후지와라 사나에)

2003년
- 어벤져(쿠프)
- 내일의 나쟈(로베리아)
- 아스트로 보이 철완아톰(미도리 선생님)
- E'S OTHERWISE (토쿠카와=아스카)
- 카레이도 스타(에이전트)
- 쿄고쿠 나츠히코 항간에 떠도는 100가지 이야기(오긴)
- 길가메쉬 (오무로 후우코)
- GetBackers-탈환대-(미즈노 마키)
- 괴! 크로마티 고교(여자)
- 소닉X(크리스)
- 다이버젠스 이브 (스사나 블루스타인)
- D・N・ANGEL
- 나나카6/17
- PAPUWA(코타로/로타로, 츠가루 쥰카)
- 머메이드 멜로디 피치피치핏치(마리아)
- 마탐정 로키RAGNAROK(히라사카 야요이)
- 마법사에게 소중한 것 (기쿠치 하루)
- 어둠과 모자와 책의 여행자 (리리스)
- 원다 데빌군(료타의 엄마)

2004년
- 에리어88 2004년판(키토리)
- 엘펜리트 (뉴/루시/DNA의 목소리)
- 현시연 (기타가와)
- 최유기RELOAD(금각, 은각)
- 창궁의 파프너 RIGHT OF LEFT (카논 멤피스)
- 초변신 코스∞프레이어(스칼렛 처치/시스터 레이어)
- 히트를 노려라
- 망각의 선율(토오네 레퀴엠)
- 포켓몬스터 어드밴스 제너레이션(미리, 사요리)
- 머메이드 멜로디 피치피치핏치 퓨어(레이디 배트, 후쿠짱, 마리아)
- 마이-HiME(오쿠자키 아키라)
- MADLAX(매드랙스)
- 미사키 크로니클 ~다이버젠스 이브~(스사나 블루스타인)
- 미도리의 나날(타키구치 유마)
- 유희왕 듀얼몬스터즈 GX(텐죠인 아스카)
- LOVE♥LOVE?(카츠라기 요코)

2005년
- 딸기 100%(키타오지 사츠키)
- 영국 사랑 이야기 엠마(엘레노아 켐벨)
- 학원 앨리스(소오노 카나메)
- 까마귀의 가면(제2작)(키타지마 마야)
- 창성의 아쿠에리온(홍리화)
- 츠바사 크로니클(싱훠)
- 나루토(휴우마 사사메)
- BUZZER BEATER（챠체)
- 포켓몬스터 어드밴스 제너레이션(케이마, 코고미)
- 마이-乙HiME(오쿠자키 아키라)
- 마법소녀 리리컬 나노하 A'S(린포스, 린포스II)
- 눈의 여왕(카렌)
- LOVELESS(나기사)

2006년
- N・H・K에 어서오세요!(카시와 히토미)
- 에르고 프록시 (데달스 유메노)
- 더 서드 ~푸른 눈동자의 소녀~ (파이후)
- 지옥소녀 2기(낫타키 카즈코)
- 소년 음양사 (후지와라노 아키코)
- 스파이다라이다즈〜오라클의 용사들〜(비너스, 아크네)
- 디 그레이맨 (알렌 워커, 야곱)
- .hack//Roots（엔더/파이)
- 반쪽 달이 떠오르는 하늘 (요사노 미사코)

2007년
- 영국 사랑 이야기 엠마(제2작)(엘레노아 켐벨)
- 엘 카자드(나타리아)
- 현시연2(기타가와)
- 작안의 샤나 세컨드("희수향"메어)
- Darker than BLACK -흑의 계약자-(이시자키 카나미)
- 지구로...(피시스,레티시아)
- 도화월탄(리리스)
- 노다메 칸타빌레 (미키 키요라)
- 바카노!(에니스)
- BUZZER BEATER（일본TV판）（챠체)
- 성실하게 불성실한 쾌걸 조로리(노시시：쿠마이 모토코의대역)

2008년
- 이나즈마 일레븐(라이몬 나츠미)
- 은혼(레이）※제131-134화
- 지옥소녀 3기(니이야마 미와)
- 마크로스 프론티어 (캐시 글라스)
- 나츠메 우인장 (나츠메 레이코, 여고생)
- 네오 안젤리크 어비스
- 노리미미2(켄방)
- 파천황 유희 (라젤·아나디스 / 라젠시아·로즈)
- 뱀부 블레이드 (켈리 니시카와)
- 페르소나-트리니티 소울 (니카이도 에이코)
- 마크로스F (캐시 글라스、차회예고 나레이션)
- 마인탐정 노가미 네우로(혼죠)
- 얏타맨(제2작)(얌얌)※제16화
- 렌탈 마법사(이시루기 사쿠야)
- 우리집의 여우신령님

2009년
- 엘리먼트 헌터(아리 코넬리)
- 퀸즈 블레이드(마리아)
- 짐승의 연주자 에린(이알(소년))
- 스타워즈 클론워즈(리요·츄치)
- 절대가련 칠드런(파티·승무원)※제48·51화
- 속 나츠메 우인장 (나츠메 레이코)
- DARKER THAN BLACK -유성의 제미니-(이시자키 카나미(목소리)※제3화)
- 네기보스의 아시타로（민스의 오미요）
- 얏타맨(제2작)(파겔)
- 라이드백 (요다 메구미)

2010년
- 회장님은 메이드 사마!(효도 나기사)
- 듀라라라(야기리 나미에)
- 노다메 칸타빌레 피날레(미키 키요라)
- 하트캐치 프리큐어!(연극부원)

2011년
- 이나즈마 일레븐 GO(엔도 나츠미)
- 나츠메 우인장(나츠메 레이코)

2012년
- 액셀월드(노우미 세이지)

2014년
- 해피니스 차지 프리큐어 (히카와 마리아/큐어 텐더)

외화
- 아이칼리 (사만다 퍼켓)

### 극장용 애니메이션
2004년
- 신암행어사(산도)

2005년
- 츠바사 크로니클 극장판 : 새장 나라의 공주(싱훠)

2007년
- 하이랜더(데보라)

2011년
- 영원의 쿠온(와카츠키)

### OVA
2002년
- 얼굴없는 달(쿠라키 스즈나)
- .hack//Liminality(미나세 마이)
- 마크로스 제로(사라 노무)

2003년
- 핸드 메이드 마이(마이)
- I'll / CKBC(호리이 미카)

2004년
- 메모리즈 오프 3.5~추억의 저편으로~(미사사기 이노리)
- 메모리즈 오프 3.5~소원이 닿을 때~(미사사기 이노리)

2006년
- 반쪽 달이 떠오르는 하늘(요사노 미사코)
- 프리덤(아오)
- 귀공자 엔마(벤텐 유리)

2007년
- 츠바사 TOKYO REVELATIONS(싱훠)
- 사쿠라 대전 뉴욕 뉴욕(제미니 선라이즈)

2008년
- .hack//G.U. TRILOGY(파이)
- 비밀의 봉오리(야마부키 야에)

2009년
- 세인트 세이야 더 로스트 캔버스 명왕신화(유즈리하)

2010년
- 절대가련 칠드런 중학생편(파티 크루)

2011년
- .hack//Quantum(사에키 레이코, 샴록)

### 게임
2000년
- 삼국지 천명 2 (손상향)

2001년
- 대난투 스매시브라더스DX(아이스 클라이머(포포&나나))

2002년
- 모든 것이 F가 된다 ~THE PERFECT INSIDER~ (니시노조노 모에)
- 캐슬 바니아 백야의 협주곡 (리디 엘란제)
- GALAXY ANGEL (시바 황자의 시녀)

2003년
- My Merry Maybe (미나카미 쿄)
- 판타스틱 포츈2(아쿠아)
- GALAXY ANGEL Moonlit Lovers (시바 황자의 시녀)
- 와일드 암즈 알터코드F (세실리아 레인 아델하이트)

2004년
- Memories Off ~그 이후~ (미사사기 이노리)
- GALAXY ANGEL Eternal Lovers (시바 황자의 시녀)
- 사쿠라 대전V EPISODE 0 ~황야의 사무라이 아가씨~(제미니 선라이즈)

2005년
- 라디어터 스토리즈 (리드리 틴버레이크)
- 딸기 100% 스트로베리 다이어리 (키타오오지 사츠키)
- 판타스틱 포츈2☆☆☆ (아쿠아)
- 홍인 혈하의 춤 (아케미)
- 엔젤릭 베일 신전 에페메일섬 기담 (아론드라)
- 힘내라 고에몽 ~東海道中 大江戸天狗り返しの巻~ (오미츠)
- 사쿠라 대전V ~안녕 사랑스런 그대여~ (제미니 선라이즈)
- Twelve ~전국봉신전~ (히가시 크로우)
- 서몬 나이트 크라프트 소드 이야기 ~시작의 돌~ (아니스)
- DUEL SAVIOR DESTINY PS2판 (릴리 시아필드)

2006년
- 신 귀무자 DAWN OF DREAMS (오하츠)
- .hack//G.U. Vol.1 재탄 (파이)
- Memories Off ~그 이후 again~ (미사사기 이노리)
- 작안의 샤나 PS2판 ("희수향"메어)
- 록맨 젝스 (반, 엘)
- .hack//G.U. Vol.2 너를 생각하는 소리 (파이)
- 유☆희☆왕 듀얼 몬스터즈GX 태그 포스 (텐죠인 아스카)
- 서몬 나이트4 (루시안 브롱스)

2007년
- 무장신희 BATTLE RONDO (꽃형MMS 질다리아)
- 디 그레이맨 신의 사도들 (알렌 워커)
- 작안의 샤나 DS판 ("희수향"메어)
- 록맨 젝스 어드벤트 (엘)
- 소년음양사 날개여, 하늘로 돌아가라 (후지와라노 아키코)
- 스타오션1 First Departure (이리아 실베스트리)

2008년
- 카드케우스 뉴 블러드 (레슬리 뉴먼)
- 대난투 스매시브라더스 X (아이스 클라이머(포포&나나))
- 소울 칼리버IV (성미나)
- 슈퍼 로봇 대전Z (코우 레이카)

2012년
- 그라비티 데이즈 (키튼)

### 인터넷
2006년
- FLAG (리사)